# Ariel Delgado
Ariel Delgado (Mercedes, 15 de marzo de 1931 - Buenos Aires, 16 de octubre de 2009), nacido como José Ariel Carioni, fue un periodista, locutor y presentador de noticias argentino en Radio Colonia y Crónica Televisión.

## Carrera periodística
Inició su camino profesional en noviembre de 1955 como redactor de noticias en Radio Nacional. Luego formó parte de Radio Libertad (Radio Del Plata) y, tras recibir amenazas por parte del gobierno de facto de Eduardo Lonardi, se fue a Uruguay. Desde dicho país saltó a la fama por su labor en Radio Colonia, donde daba las noticias para Argentina que no se emitían por la censura dictatorial.
Ya cuando Arturo Frondizi fue elegido presidente de la nación, Ariel pudo volver a su país. En su regreso formó parte de Radio América (Radio Del Pueblo) y Radio Belgrano. Ya para aquel entonces había acuñado su famosa frase de transmisión: "Hay más informaciones para este boletín".
A finales de 1965 fue nombrado director de Radio Colonia, donde sostuvo sus principios contra la censura y a favor de los derechos de los trabajadores.
En tiempos del Proceso de Reorganización Nacional, comenzó a sufrir amenazas de forma directa. Debido a las mismas en 1980 se radicó en Roma, donde publicó el libro 25 años de periodismo radial.
En 1982 se estableció en Managua. Allí fue asesor y comentarista de la emisora de radio internacional La Voz de Nicaragua.
De regreso otra vez en Buenos Aires trabajó en Radio Argentina, Radio Belgrano, Radio América y Radio Splendid.
En la década de 1990, ya en la recta final de su trayectoria profesional, fue director de noticias de Radio Buenos Aires y secretario de redacción del Diario Crónica. También fue presentador y voz oficial de Crónica TV.
En 1995 publicó su segundo y último libro, Agresiones a la prensa, editado por las Madres de Plaza de Mayo.
Terminó su carrera debido a problemas de salud que arrastraba desde que se restableció por última vez en su país.
En una ceremonia a la que no puedo asistir por su deteriorada condición, la escuela Radio TEA le otorgó el premio Locos de la azotea en 2007.
Su voz característica ha sido objeto de numerosas parodias hasta el día de hoy, por ejemplo en el sketch "Cólico TV" de Videomatch (interpretado por Yayo Guridi) y en el "Resumen Blue" en distintas audiciones de Radio Mitre (interpretado por Rolo Villar).

## Fallecimiento
Murió por un ataque cardíaco, como consecuencia de un accidente cerebrovascular que había sufrido unos meses antes.